# Фединишинець Володимир Степанович
Володимир Степанович Фединишинець (9 травня 1945 року, с. Репинний Воловецького району Закарпатської області — 4 жовтня 2018, Ужгород) — український письменник та поет.

## Біографія
Закінчив філологічний факультет Ужгородського державного університету. Писав українською та російською мовами.
Автор збірок поезій «Білий камінь», «Секунди серця», «Сині серпантини», «Симетрія», «Едельвейси», «Срібні силуети»; повістей та оповідань «Свято білої музейної ворони»; роману «Бранці лісу»; книг для дітей «Михайликові голуби», «Хитрун Мішел», «Півник-скрипаль»; перекладів з вірменської, давньоруської, угорської мов.
З 1989 р.  — прихильник ідеології «карпаторусинства», співзасновник «Общества карпатських русинів», яке у 1990 р. звернулося з петицією про надання суверенітету Закарпатській області. Пропозиція назвати одну з вулиць Ужгорода на честь Фединишинця викликала протести з боку українських патріотів.
Лауреат премій імені Ф. Потушняка та імені О. Духновича.